# Cappel (Lippstadt)
Cappel ist ein Stadtteil von Lippstadt im nordrhein-westfälischen Kreis Soest. Der Ort, durch den die Landesstraße L 822 führt, liegt westlich des Kernortes Lippstadt.
Durch den Ort fließt die Lippe, ein rechter Nebenfluss des Rheins, und am westlichen Ortsrand die Glenne, ein rechter Nebenfluss der Lippe.
Südwestlich liegt das Naturschutzgebiet Lippeaue zwischen Göttingen und Cappel und südlich das Naturschutzgebiet Lippeaue (SO-007).

## Verwaltungsgeschichte
Die Gemeinde Cappel gehörte bis zum Jahre 1920 zum Fürstentum Lippe und danach bis 1947 zum Freistaat Lippe. Von 1947 bis 1949 gehörte Cappel zum Kreis Detmold im Regierungsbezirk Detmold und wurde dann als amtsfreie Gemeinde in den Kreis Lippstadt umgegliedert. Am 1. Januar 1975 wurde Cappel nach Lippstadt eingemeindet.

## Sehenswürdigkeiten
In der Liste der Baudenkmäler in Lippstadt sind für Cappel zehn Baudenkmäler aufgeführt.